# Fagisyrphus
Fagisyrphus là một chi ruồi trong họ Syrphidae.